# فيزياء الجوامد
فيزياء الجوامد أو فيزياء الحالة الصلبة (بالإنجليزية: Solid-state physics) هو أكبر فروع علم فيزياء المواد المكثفة. وهو علم يهتم بدراسة المواد الجامدة، والمواد الصلبة، من خلال أساليب مثل ميكانيكا الكم، وعلم البلورات، الكهرومغناطيسية، وعلم السبائك. فيزياء الجوامد تفسر كيف أن الكثير من خصائص المواد الصلبة يمكن أن تكون نتاج لخصائص تركيبها الذري. بذلك يمكن اعتبار فيزياء الجوامد تشكل الأساس النظري لعلم المواد، فضلاً على أن لها تطبيقات مباشرة، على سبيل المثال في تكنولوجيا الترنزستورات وأشباه الموصلات.

## مقدمة
المواد الصلبة تتشكل من ذرات متراصة بشكل كثيف، مع قوى رابطة قوية بين الذرات. هذه القوى الرابطة هي المسئولة عن الخصائص الميكانيكية للمادة الصلبة، مثل الصلادة، والمرونة، والخصائص الحرارية والكهربائية المغناطيسية والبصرية. واعتمادًا على نوع المادة والظروف التي أنشئت فيها، يمكن أن تصنف الذرات إما إلى ذرات ذات نمط هندسي منتظم (المواد الصلبة البلورية، والتي تشمل على سبيل المثال المعادن والجليد المصنوع من الماء العادي) أو ذرات ذات نمط غير منتظم (المواد الصلبة غير البلورية، مثل زجاج النوافذ المستخدم في المنازل).
القسم الأكبر من علم فيزياء الجوامد والأبحاث فيه تتمحور حول البلورات، يرجع هذا بنسبة كبيرة إلى أن تواتر الذرة في البلورة (التواتر هو خاصية مميزة للذرة) يسهل النمذجة الرياضية، أيضًا من أسباب تركز الأبحاث على البلورات أن المواد البلورية لها غالبًا خواص كهربية، أو بصرية، أو ميكانيكية، أو مغناطيسية يمكن استغلالها لأغرض هندسية.
القوى بين الذرات في البلورة يمكن أن تتخذ أشكالاً متعددة. على سبيل المثال، في بلورة كلوريد الصوديوم (ملح الطعام)، تتكون البلورة من أيونات صوديوم وكلور مرتبطة معًا بروبط أيونية. وفي حالات أخرى تشارك الذرات الإلكترونات وتكون روابط تساهمية. في المعادن، تُتَشَارَك الإلكترونات في كامل البلورة في رابطة فلزية. أما الغازات الخاملة فلا تخضع لأي نوع من هذه الروابط. في الحالة الصلبة، الغازات الخاملة تترابط عن طريق قوى فان دير فالس المتكونة من استقطاب سحابة الشحنات الكهربية في كل ذرة. ويمكن القول بأن الاختلافات بين أنواع المواد الصلبة تنتج من الاختلاف بين روابطها.

## تاريخ
جذبت دراسة الخصائص الفيزيائية للمواد الصلبة الإهتمام العلمي على مدار القرون، ولكن في اربعينيات القرن العشرين تم تخصيص اسم «فيزياء الحالة الصلبة» مع إنشاء فرع الفيزياء الصلبة للجمعية الفيزيائية الأمريكية. اهتم هذا الفرع بالتطبيقات الصناعية لفيزياء الحالة الصلبة، ولهذا اقترن هذا المجال في البحوث التطبيقات التكنلوجية المتعلقة بالحالة الصلبة. مع حلوللستينات القرن العشرين أصبح قسم فيزياء الحالة الصلبة أكبر قسم في الجمعية الفيزيائة الأمريكية.
بعد أنتهاء الحرب العالمية الثانية، ظهرت العديد من المجتمعات العلمية المهتمة بفيزياء الحالة الصلبة في اوروبا، وخصوصا في إنجلترا وألمانيا والإتحاد السوفيتي. أصبح هذا المجال بارزا في الولايات المتحدة وأوروبا وذلك عن طريق البحث في مجالات أشباه الموصلات، الموصلية الفائقة، الرنين المغناطيسي النووي وظواهر أخرى. لم يقتصر مجال فيزياء الحالة الصلبة على المواد الصلبة فقط، خصوصا في بداية الحرب الباردة، مما أدى إلى إنشاء مجال فيزياء المواد المكثفة من قبل بعض العلماء، والذي تم تنظيمه حول التقنيات الشائعة المستخدمة في فحص المواد الصلبة والسوائل والبلازما والمواد المعقدة الأخرى. يتم حاليا تصنيف فيزياء الحالة الصلبة على انها جزء من مجال فيزياء المواد المكثفة، وتركز على خصائص المواد الصلبة ذات المشابك البلورية.

## بنية البلورة وخصائصها

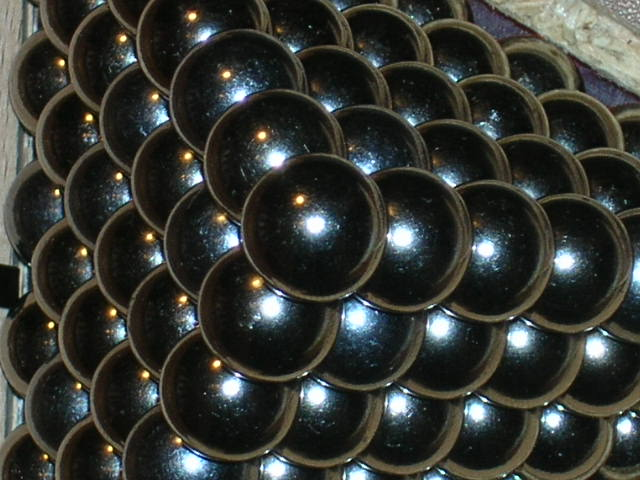
مثال لتشكيلة بلورية شديدة التلاصق

الكثير من خصائص المواد تتأثر ببنيتها البلورية. هذه البنية يمكن دراستها عن طريق مجموعة من تقنيات علم البلورات، مثل أشعة إكس البلورية، والحيود النيوتروني، والحيود الإلكتروني.
أحجام البلورات المفردة في المواد الصلبة البلورية تختلف اعتمادًا على نوع المادة والظروف التي شكلت فيها. معظم المواد البلورية التي نراها في الحياة اليومية هي مواد متعددة البلورات نظرًا لأن البلورات المفردة معظمها مجهرية وغير قابلة للرؤية بالعين البشرية، لكن أيضًا البلورات المفردة القابلة للرؤية بالعين البشرية يمكن إنتاجها طبيعيًا (مثل الماس) أو صناعيًا.
البلورات المشاهدة تحتوي على عيوب أو نشوزات في الانتظام المثالي، وهذه العيوب هي التي تحدد بشكل حاسم الكثير من الخواص الكهربائية والميكانيكية للمواد التي نشاهدها.
تشكيلات البلورة يمكن أن يحدث لها اهتزازات. هذه الاهتزازات وجد أنها كمية، ووسائط الاهتزازات الكمية أصحبت تعرف بالفونونات. لذلك الفونونات تلعب دورًا رئيسيًا كثير من الخصائص الفيزيائية للمواد الصلبة، مثل انتقال الصوت. في المواد الصلبة العازلة، الفونونات هي الآلية الرئيسية في حدوث العزل الحراري. الفونونات ضرورية أيضًا لفهم السعة حرارية للتشكيلات البلورية في المواد الصلبة، كما في نموذج أينشتين ونموذج ديبي اللاحق له.

## الخصائص الإلكترونية
خصائص المواد مثل التوصيل الكهربي والسعة الحرارية يمكن دراستها عن طريق فيزياء الجوامد. أحد النماذج الأولية لتفسير التوصيل الكهربي كان نموذج درود، الذي طبق نظرية الحركة على الإلكترونات في الحالة الصلبة. بافتراض أن المادة تحتوي على أيونات موجبة غير متحركة و«غاز إلكتروني» من إلكترونات كلاسيكية غير متفاعلة، استطاع نموذج درود أن يشرح التوصيلية الحرارية والكهربية وتأثير هول في المعادن، على الرغم من أنها بالغت كثيرًا في السعة الحرارية الإلكترونية.
أرنولد سومرفيلد جمع بين نموذج درود الكلاسيكي وبين ميكانيكا الكم في نموذج الإلكترون الحر. في هذا النموذج، تم تمثيل الإلكترونات كغاز فيرمي، الذي هو غاز من الجسيمات التي تخضع لإحصاء فيرمي-ديراك الميكانيكية الكمومية. نموذج الإلكترون الحر حسن من التنبؤات بالسعات الحرارية للمعادن، بيد أنه لم يتمكن من تفسير طبيعة المواد العازلة.
نموذج الإلكترون شبه الحر هو تعديل لنموذج الإلكترون الحر، وينص على وجود اضطراب دوري ضعيف في التآثر بين إلكترونات التوصيل والأيونات في بلورة مفردة صلبة. عن طريق إدخال فكرة النطاقات الإلكترونية، ونجحت النظرية في شرح كيفية وجود المواد الموصلة والمواد شبه الموصلة والمواد العازلة.
نموذج الإلكترون شبه الحر أعاد كتابة معادلة شرودنغر في حالة الوضع الدوري. حلول المعادلة في هذه الحالة تعرف بحالات بلوخ Bloch State [الإنجليزية]. ونظرًا لأن نظرية بلوخ فليكس بلوخ تطبق فقط على الوضع الدوري، ونظرًا أيضًا للحركات العشوائية غير المنقطعة للذرات في البلورة التي تعطل اهتزازها، فإن استخدام نظرية بلوخ يكون تقريبيًا فقط، ولكنه أُثبت أن هذا التقريب قريب جدًا للقيمة الصحيحة، وبدونه فإن معظم مسائل فيزياء الجوامد ستكون مستعصية على الحل. والانحرافات من التواتر يمكن معاملتها عن طريق نظرية الاضطراب الكمية الميكانيكية.

## مناحي البحث الحديثة في فيزياء الجوامد
مواضيع البحث الحديثة في مجال فيزياء الجوامد تشمل:
- أجهزة استشعار الغاز القائمة على الجرافين
- الزجاج السبيني
- الموصلية الفائقة
- صناعة المعدات شبه الموصلة في صناعة أشباه الموصلات
- المواد النانوية